# Вильгельм II (граф Голландии)
Виллем (Вильгельм) II (нидерл. Willem II, нем. Wilhelm II, февраль 1227 — 28 января 1256, Хогвауд, Нидерланды) — граф Голландии и Зеландии с 1234 года, антикороль Германии (под именем Вильгельм) с 3 октября 1247 года. Сын графа Голландии Флориса IV и Матильды Брабантской.

## Биография

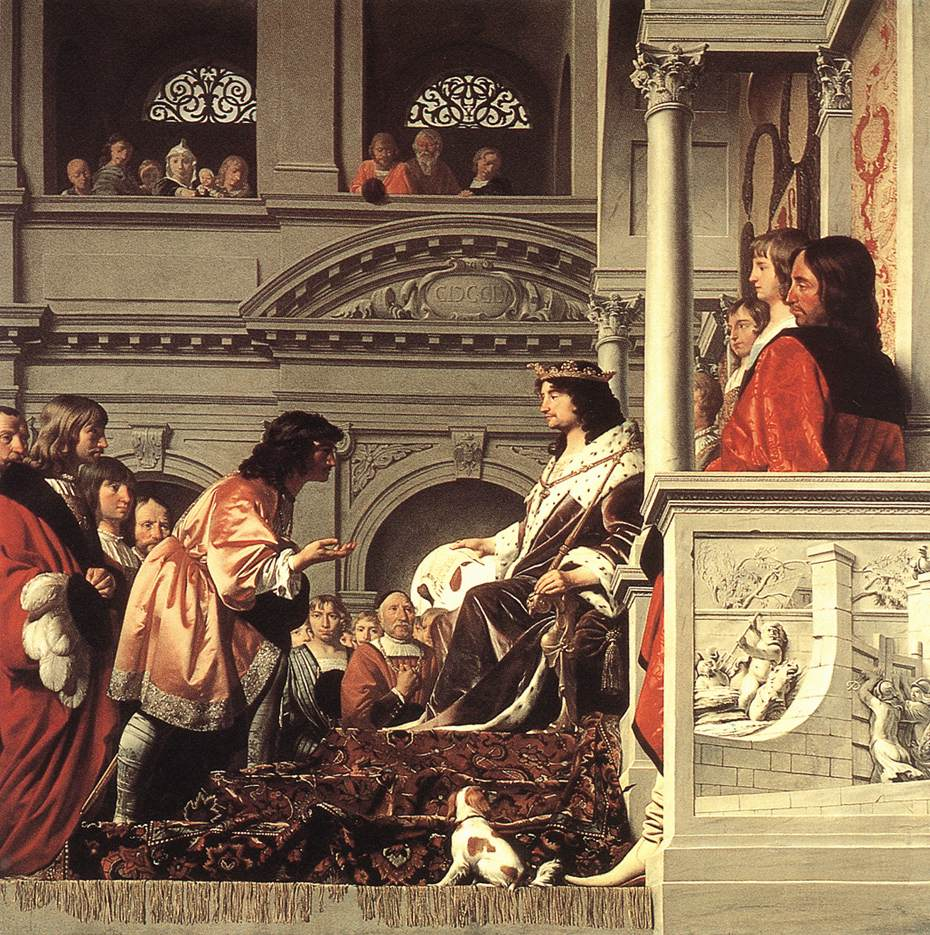
Виллем II на картине 1654 года.

### Ранние годы
13 июля 1234 года отец Виллема, Флорис IV, был убит на турнире в Корби. Виллему было всего 6 лет, поэтому для управления графствами Голландия и Зеландия был назначен опекун, которым стал младший брат Флориса, Виллем, управлявший графствами до своей смерти в 1238 году. В 1238 — 1239 годах регентом был другой дядя Виллема II, Оттон (позже он стал епископом Утрехта).

### Избрание антикоролём
После смерти антикороля Германии Генриха Распе в 1247 году часть германской знати, недовольная политикой императора Священной Римской империи Фридриха II Гогенштауфена, решила избрать нового антикороля. Выбор пал на Виллема II Голландского, который 3 октября 1247 года был избран в Воррингене королём при содействии дяди, герцога Брабанта Генриха II и архиепископами Кёльна, Майнца и Трира. 8 ноября Виллем был признан королём папой римским Иннокентием IV. После пятимесячной осады он взял Ахен, где и был коронован 1 ноября 1248 года архиепископом Кёльна Конрадом фон Гохштаденом.
Однако реальной властью Виллем вначале обладал только в Рейнланде. Для увеличения влияния Виллему пришлось вести войну с королём Германии Конрадом IV. После того, как Виллем разбил Конрада в битве при Оппенхайме в 1251 году, тот был вынужден удалиться в Италию. Кроме того, дополнительную поддержку знати Виллем получил благодаря браку с дочерью герцога Оттона I Брауншвейгского.
В июле 1252 года около Франкфурта состоялся съезд знати, на котором было объявлено о лишении Гогенштауфенов всех ленов в Германии. Эти владения были розданы приверженцам Виллема, кроме того тот даровал ряд льгот знати и городам. В результате Виллем фактически передал власть над Германией знати, которая вскоре совсем перестала считаться с ним. Однако Виллем не обращал на это внимание, занятый войнами в своих личных владениях.
В своих родовых владениях Виллем боролся с Фландрией за контроль над Зеландией. В июле 1253 года он разбил фландрскую армию в Весткаппеле, а год спустя заключил с графиней Маргаритой Фландрской перемирие. Его антифландрская политика ухудшила отношения с Францией.
С 1254 года Виллем вёл успешные войны против западных фризов, но во время одного из походов 28 января 1256 года около Хогвауда при попытке пересечь замерзшее озеро Виллем потерял лошадь, провалившуюся под лёд, и был убит фризами, которые спрятали тело. Только через 26 лет, в 1282 году, сын и наследник Виллема, Флорис V, смог найти тело, которое он захоронил в Мидделбурге. Его имя носит Тилбургский футбольный клуб «Виллем II».

### Брак и дети

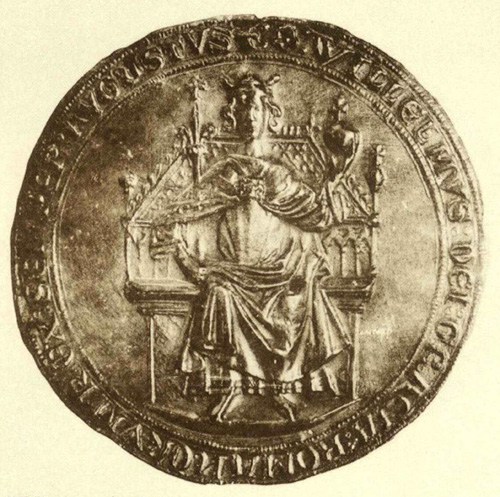
Печать Вильгельма II Голландского.

- Жена: с 25 января 1252 года Елизавета Брауншвейгская (1230 — 27 мая 1266), дочь Оттона I Дитя, герцога Брауншвейг-Люнебурга и Матильды Бранденбургской (1210 — 10 июня 1261). Дети:
  - Флорис V (июль 1254 — 27 июня 1296), граф Голландии и Зеландии с 1256 года
  - Мехтильда (Матильда) (1256)
- Кроме того, Виллем II имел незаконного сына:
  - Дирк (ум. ок. 1312)